# Obcężnicowate
Obcężnicowate (Labiduridae) – rodzina skorków z podrzędu Neodermaptera, infrarzędu Epidermaptera i nadrodziny Labiduroidea.
Obejmuje około 71 gatunków głównie kosmopolitycznych, charakteryzujących się obecnością parzystego aparatu kopulacyjnego oraz parzystego prącia u samców.
W Polsce występuje tylko jeden gatunek: obcążnica nadbrzeżna (Labidura riparia).

## Systematyka
Obcężnicowate grupowane są w trzech podrodzinach:
- Allostehinae Verhoeff, 1904
- Labidurinae Zacher, 1911
- Nalinae Steinmann, 1975

Ponadto należą tu 3 wymarłe rodzaje niesklasyfikowane do podrodziny:
- †Caririlabia Martins-Neto, 1990
- †Labiduromma Scudder, 1890
- †Myrrholabia Engel et Grimaldi, 2004